# 富士フイルム FinePix F200EXR

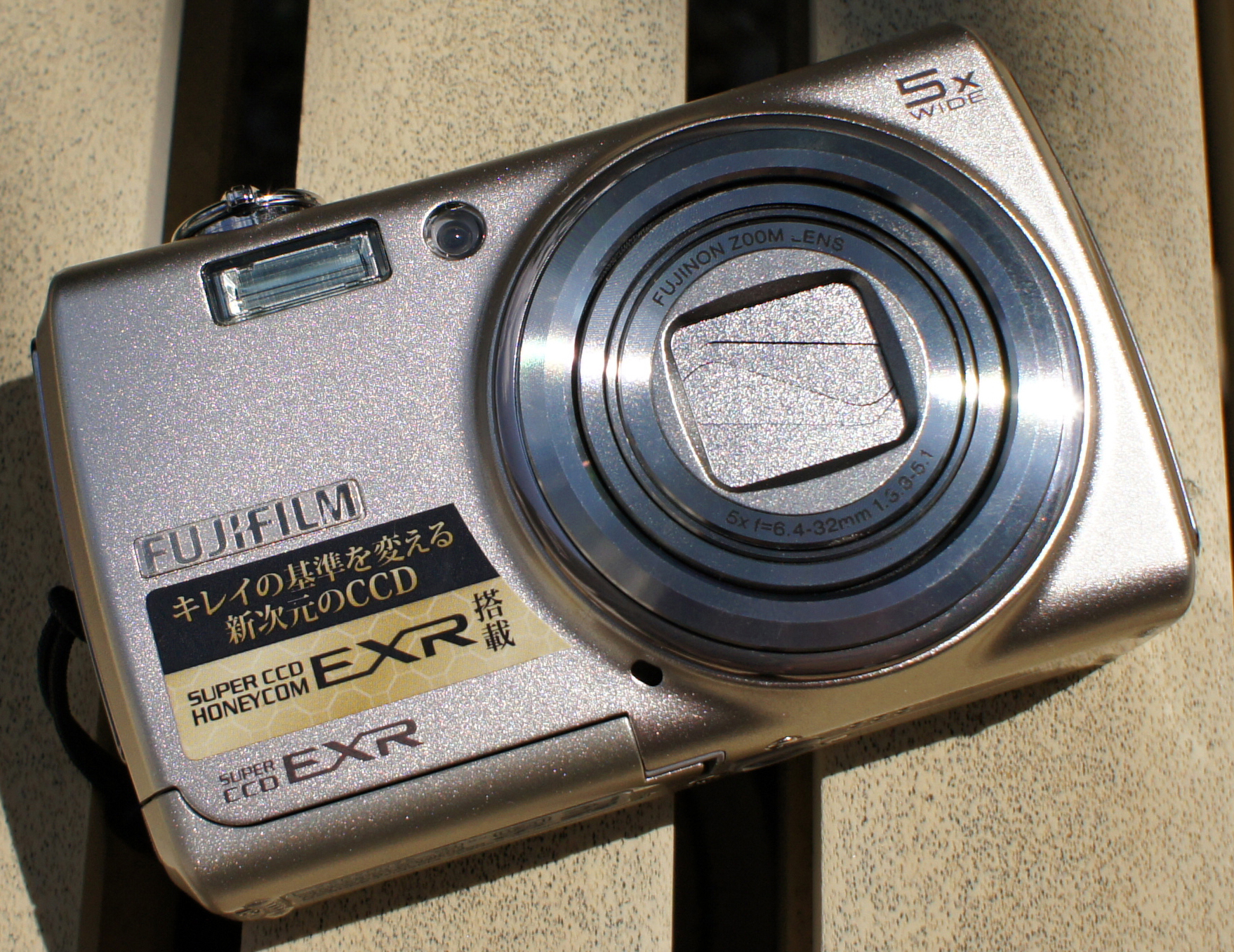
Fujifilm FinePix F200EXR

富士フイルム FinePix F200EXR は、2009年2月21日に富士フイルムより発売されたコンパクト型デジタルカメラ。富士フイルムが開発した撮像素子「スーパーCCDハニカムEXR」を搭載した最初の製品である。

## 概要
人間の目の仕組みに近い新型撮像素子「スーパーCCDハニカムEXR」を搭載した最初のカメラである。外観デザインは前機種F100fdで採用された「ナローシェープデザイン」を踏襲し、洗練されたものとなっている。
撮像素子サイズは1/1.6型CCD、光学ズームは控えめの5倍など、前機種F100fdと同様に画質・描写性能を優先した設計となっている。
なお、同じ撮像素子「スーパーCCDハニカムEXR」を搭載する後続のF70EXR（2009年8月発売）、F80EXR（2010年4月発売）、F300EXR（2010年8月発売）、およびF550EXR（2011年2月発売）は、いずれも撮像素子サイズは1/2型と当機よりも小さくなり（ただし、F550EXRはCCDではなくEXR-CMOS）、光学ズームは10倍または15倍となるなど、FinePix Fシリーズの進化の方向は多機能優先へと転換している。

## スーパーCCDハニカムEXR
同一サイズの撮像素子において通常CCDの2倍の集光面積があるとされる「スーパーCCDハニカム」の、カラーフィルターの配列パターンを変更し、斜め隣に同色の画素を配置したものである。同色の画素を隣り合わせたことで偽色の問題がクリアされ、画素混合による感度アップや、画素パターンごとに違う感度を設定することが技術的に容易になった。

### EXRの撮影モード
「EXR優先モード」において「高感度低ノイズ優先」「ダイナミックレンジ優先」「高解像度優先」の3種類の動作モードを選択でき、「EXR AUTO」ではこの3種類の動作モードが被写体とその周囲によって自動選択される。
- 「高感度低ノイズ優先」 - 同色の画素を隣り合わせたことで、2つの画素を1画素として扱う画素混合を使って感度を2倍に上げても、偽色の発生は抑制される。600万画素相当での記録となる。
- 「ダイナミックレンジ優先」 - 斜めに隣接する同色の画素ごとに、高と低の異なる感度で撮影して合成するモードである。これはHDRを1回きりのシャッターで行う感覚に近い。この機能によりダイナミックレンジは通常の最大800パーセントまで拡大し、白とびや黒つぶれの少ない階調豊かな画像を実現した。600万画素相当での記録となる。
- 「高解像度優先」 - 通常のフル解像度、1200万画素相当での記録となる。「EXR AUTO」では、良好な撮影条件のときに自動選択される。

## 主な撮影モード
- EXR AUTO - 前節「EXRの撮影モード」を参照
- EXR 優先モード - 前節「EXRの撮影モード」を参照
- フルマニュアルモード
- マニュアル露出
- 絞り優先AE
- 高感度2枚撮り - フラッシュ無しの撮影とスーパーiフラッシュ撮影の連写
- フィルムシミュレーション - コンパクト型デジタルカメラで世界初の搭載。PROVIA、Velvia、ASTIA、B&W（Black&White）、セピアの5モード

## 主な仕様

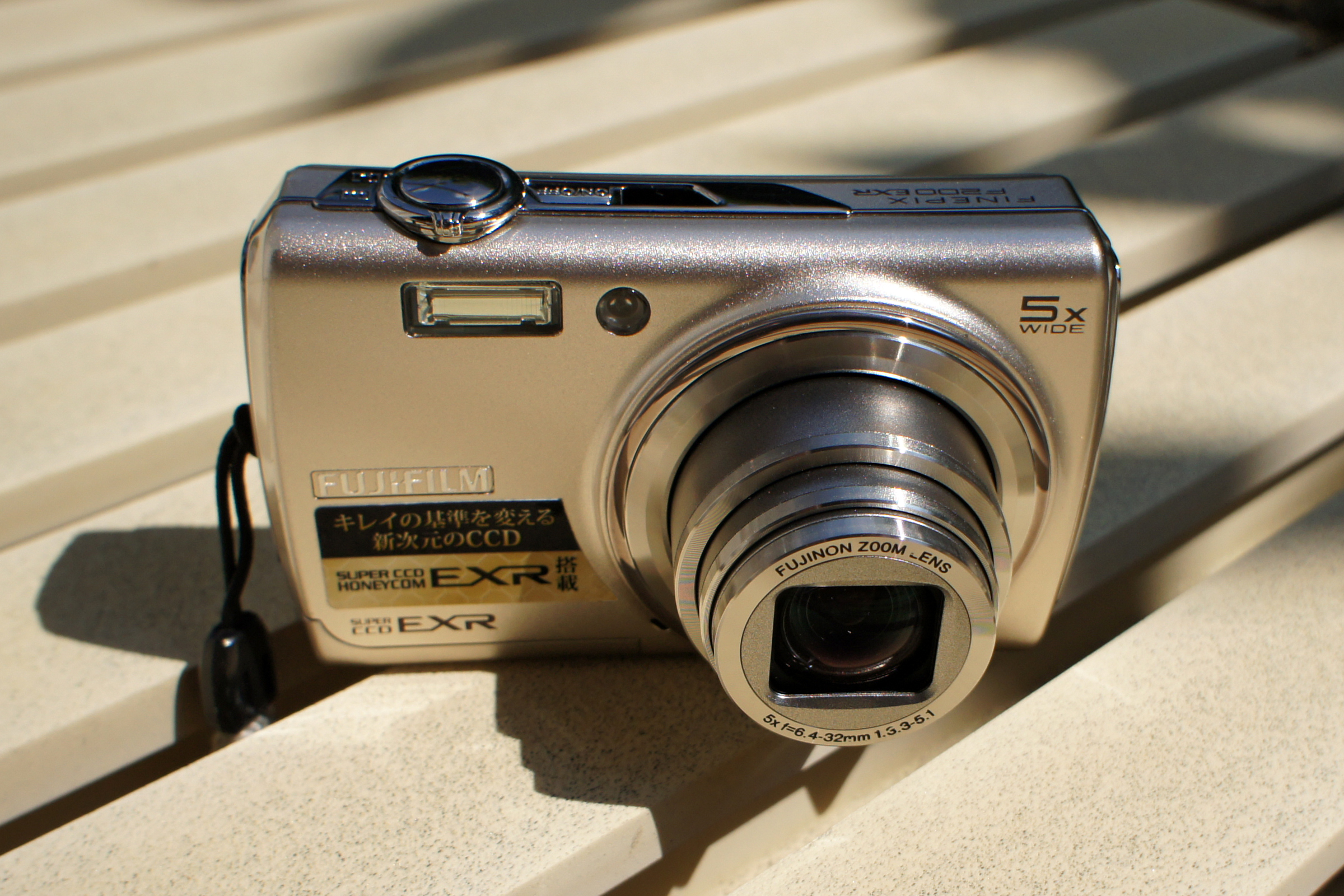
撮影時

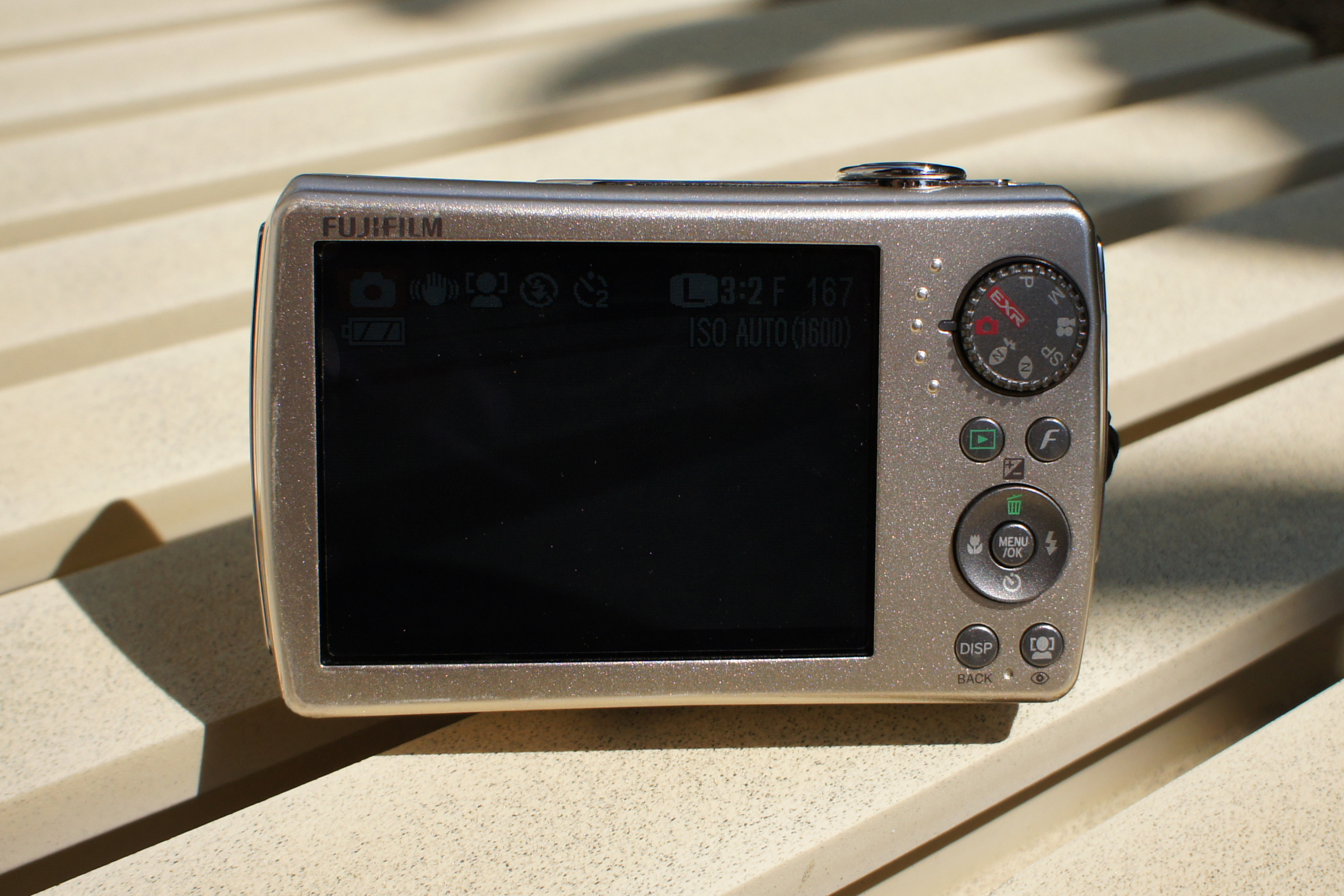
背面

- 撮像素子 - 1/1.6型（8.23mm×6.17mm）CCD（スーパーCCDハニカムEXR）、有効画素数1200万画素
- レンズ - FUJINON ZOOM LENS 光学5倍ズーム、焦点距離f6.4～32mm（35mmフィルムカメラ換算時：28～140mm）、F値 F3.3-5.1
- 静止画撮影 - 最大4000×3000ドット
- ISO感度 - オート、ISO 100/200/400/800/1600/3200/6400/12800
- 動画撮影 - 最大640×480ドット、毎秒30フレーム、AVI(Motion-JPEG)形式
- 動画出力 - フルHD（1080p）
- 手ブレ補正機能 - CCDシフト式
- ディスプレー - 3.0型(約23万ドット)
- 内蔵記録メモリー - 約48MB
- メモリーカード - SDメモリーカード、SDHCメモリーカード、xDピクチャーカード
- 電源 - リチウムイオン充電池「NP-50」付属
- 撮影可能枚数 - 約230枚
- 本体サイズ - 幅97.7×奥行き23.4×高さ58.9mm
- 重さ - 約194グラム(撮影時重量)